# Lâu đài Bělá

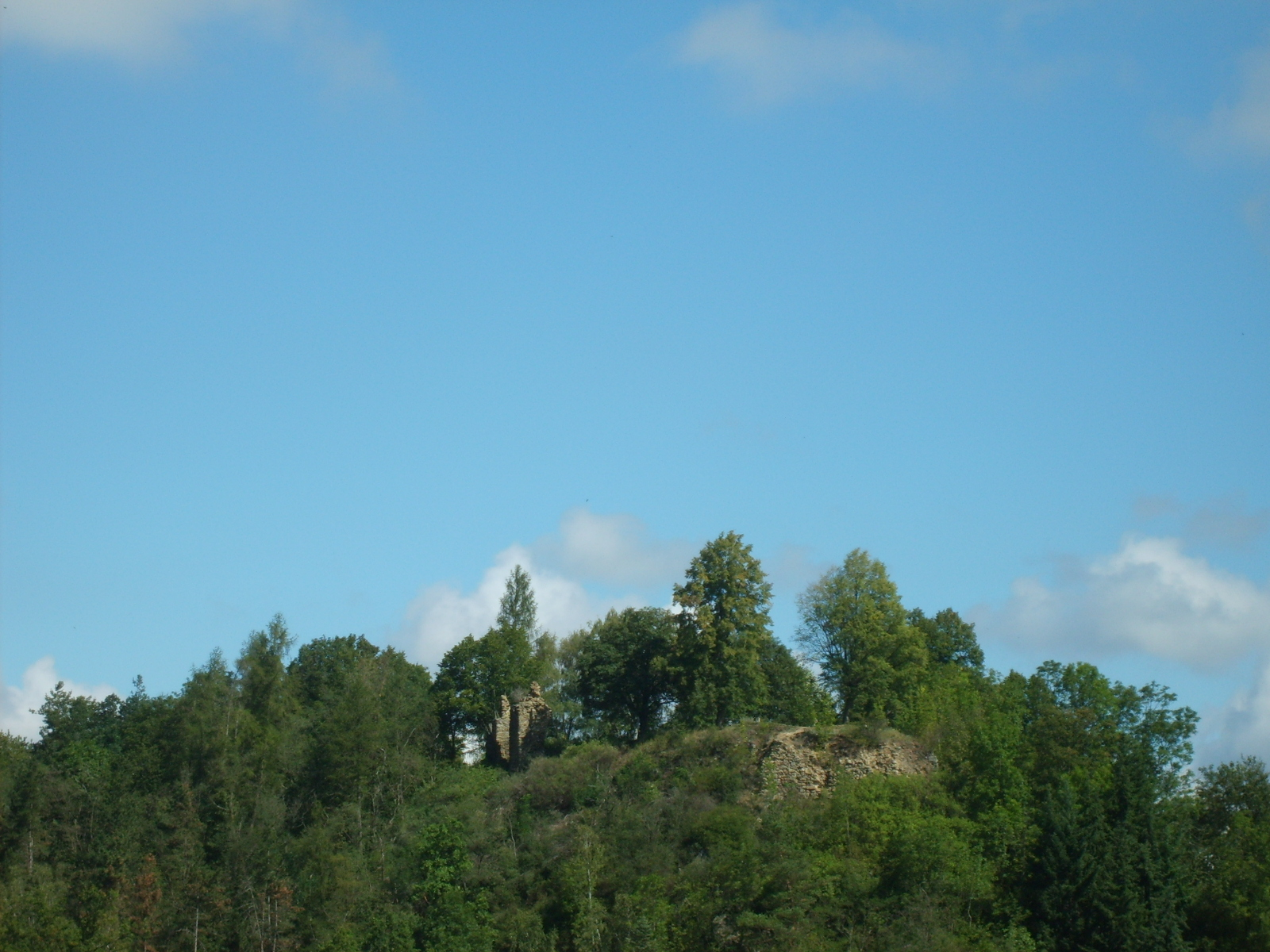
Lâu đài Bělá nằm ở làng Dolní Bělá

Lâu đài Bělá (tiếng Séc: Hrad Dolní Bělá) hiện là một tàn tích lâu đài nằm tại làng Dolní Bělá, gần thành phố Pilsen, thuộc vùng Plzeň, Cộng hòa Séc. Lâu đài được nhắc đến trong các tài liệu lịch sử đâu đó từ khoảng giữa năm 1315 đến năm 1318.

## Lịch sử
Lâu đài Bělá được xây dựng từ năm 1313 đến năm 1315 bởi Racek, một thành viên trong gia đình Hroznata, đây là một gia đình người Séc có tầm ảnh hưởng trong vùng. Còn ngôi làng nơi có lâu đài thì được đề cập đến trong một tài liệu được ghi chép vào năm 1318. Gia đình Hroznata đã sở hữu lâu đài đến tận năm 1415, sau đó bán lại cho Neustup và Bavor của Švamberk. Lâu đài từng bị bán và sung công nhiều lần trong suốt thế kỷ 15 và thế kỷ 16. Một trong số những người chủ đáng chú ý nhất của lâu đài vào khoảng thời gian này là Gutstejns - Volf của Gutstejn, một tên cướp. Cũng chính vì vậy mà hắn đã bị tịch thu lâu đài Bělá vào năm 1509.
Về sau, tòa lâu đài kiên cố ban đầu đã được sửa sang lại làm một nơi ở đơn thuần cho gia đình Markvarts của Hradek vào khoảng cuối thế kỷ 16. Trong khoảng thời gian đó, một vị khách quan trọng đã đến ở tại lâu đài trước khi chính thức lên đường tới Đất Thánh, đó chính là Kryštof Harant.
Năm 1757, lâu đài đã được mua lại bởi tu viện dòng Xitô ở thị trấn Plasy. Sau khi Hoàng đế Joseph II của Thánh chế La Mã bãi bỏ các dòng tu thì lâu đài được quản lý bởi Quỹ Tôn giáo. Vào khoảng năm 1785, người dân quanh vùng được cho phép tháo dỡ lâu đài để lấy nguyên vật liệu xây nhà riêng.